# Al-Qaida nel Maghreb islamico

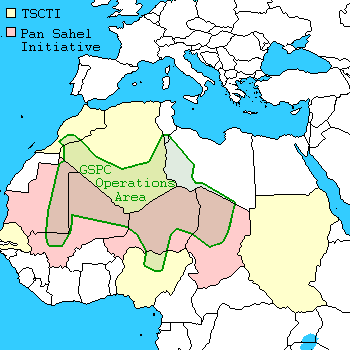
Area di operazione del GSPC/AQIM e paesi parte dei programmi di cooperazione militare PSI e TSCTI

al-Qāʿida nel Maghreb islamico, abbreviato AQMI o AQIM (in arabo القاعدة ﻓﻲ ﺍﻟﻤﻐﺮﺏ الإسلامي‎?, al-Qāʿida fī l-Maghrib al-islāmī) è un gruppo terrorista jihadista, attivo nell'area sahariana e saheliana. Fino al 2005 era noto come Gruppo salafita per la predicazione e il combattimento, GSPC (in arabo الجماعة السلفية للدعوة والقتال‎?, al-Jamāʿa al-salafiyya li-l-daʿwa wa l-qitāl)

## Storia

### Gruppo salafita per la predicazione e il combattimento
Il Gruppo salafita per la predicazione e il combattimento (GSPC) è nato negli anni novanta, nell'ambito della guerra civile algerina con lo scopo di rovesciare il governo dell'Algeria e istituirvi uno stato islamico. Al suo vertice si trovava, dal 2004 al 2020, l'"emiro" Abdelmalek Droukdel.
Con il declino del Gruppo islamico armato (GIA), il GSPC restava il maggiore gruppo ribelle, con circa 300 guerriglieri nel 2003, e con un piano di assassinii di personale della polizia e dell'esercito algerino.

### al-Qāʿida nel Maghreb islamico
Nel 2005 si è affiliato ad al-Qāʿida, rinominandosi "al-Qāʿida nel Maghreb islamico", AQMI (in arabo القاعدة ﻓﻲ ﺍﻟﻤﻐﺮﺏ الإسلامي‎?, al-Qāʿida fī l-Maghrib al-islāmī).
Dal 2012, è diventato attore non secondario nella guerra civile che in Mali ha portato alla dichiarazione dell'indipendenza del settentrione di quel paese (Azawad), abitato prevalentemente dalla componente tuareg.
Nel 2016, insieme ad al-Murabitun, al-Qāʿida nel Maghreb islamico si rende protagonista di un attentato a Ouagadougou contro un ristorante e un hotel, provocando 30 morti, e di un attentato in Costa d'Avorio contro dei resort e delle spiagge frequentati da turisti occidentali, provocando 18 morti.